# Recht van uitweg
Het recht van uitweg (Frans: droit de passage; Duits: Notwegrecht) is in het Belgisch goederenrecht een wettelijke erfdienstbaarheid die de mogelijkheid biedt voor de eigenaar van een ingesloten perceel om voor de rechter af te dwingen dat hij van een van zijn buren het recht krijgt om over diens land de openbare weg te bereiken. Dit recht wordt geregeld in de artikelen 682 tot 685 van het Burgerlijk Wetboek. Het recht van uitweg mag niet worden verward met het recht van doorgang.

## Toepassingsgevallen
Wanneer een onroerend goed (zoals een woning of een erf) niet of niet voldoende bereikbaar is vanaf de openbare weg, zegt men dat het perceel ingesloten is. De eigenaar of huurder van een ingesloten perceel kan dan een recht van uitweg vragen tot aan de openbare weg. Deze uitweg loopt bijgevolg over de grond van andere eigenaars (art. 682, §1 BW). Deze vordering is onverjaarbaar (art. 682, §2 BW), maar is ongegrond als een normale exploitatie mogelijk is. Deze beoordeling is een feitenkwestie, waarbij de rechter een soeverein oordeel velt.

## Vordering voor de vrederechter
Is er geen onderlinge regeling tussen eigenaars mogelijk is, dan moet de eigenaar of huurder van het ingesloten erf een procedure starten voor de vrederechter om een uitweg te vragen. De procedure begint met een verplichte oproeping in verzoening. De vrederechter is verplicht dit te doen conform het artikel 1345 van het Gerechtelijk Wetboek. Is daar geen verzoening mogelijk, dan legt de eiser een verzoekschrift neer en komt de vrederechter ter plaatse. De vrederechter is bij wet verplicht dit plaatsbezoek te doen conform het artikel 1371bis van het Gerechtelijk Wetboek. Dat plaatsbezoek wordt zelf de inleidende zitting. Soms gebeurt dit samen met een gerechtsdeskundige (een landmeter). Op basis van een advies dat de deskundige opstelt zal de vrederechter nadien bepalen waar de uitweg zal lopen. Indien al bij het plaatsbezoek, of wat later door de deskundige, wordt vastgesteld dat een relevante verzoeker of een relevante verweerder niet aanwezig was op de eerdere zitting, omdat die niet opgeroepen was door de inititatiefnemer van de vordering, dan dient de poging tot minnelijke schikking in een zitting conform artikel 1345 van het Gerechtelijk Wetboek opnieuw doorlopen te worden. De vrederechter kan geen vonnis schrijven ten voordele of ten nadele van een verzoeker of een verweerder die niet was opgeroepen in de procedure van artikel 1345 van het Gerechtelijk Wetboek. De twee wetsartikelen 1345 en 1371bis Ger.W. zijn beiden wetsartikelen van openbare orde en algemeen welzijn en de WETGEVENDE MACHT heeft ze daarom EXPLICIET in 1978 geplaatst in het Gerechtelijk Wetboek. De vrederechter heeft die twee procedures in de materie "recht van uitweg" expliciet te gehoorzamen. Indien deze één van die twee wetten niet gehoorzaamt is alles NIETIG.  
De rechter dient altijd de minst schadelijke weg te kiezen. Dit is niet noodzakelijk de kortste weg. De buren die over hun grond een uitweg moeten verlenen, kunnen daarvoor een schadevergoeding krijgen (art. 682, §1 BW). De vordering tot schadevergoeding is wel vatbaar voor verjaring, en verjaart na 30 jaar (art. 685 juncto 2262 BW). Het verjaren van deze vordering doet geen afbreuk aan het recht van uitweg. Net zoals de vordering van het recht van uitweg, kan ook het recht van uitweg an sich immers niet verjaren (art. 683, tweede lid BW). Men kan wel een vordering tot afschaffing instellen (art. 683, derde en vierde lid BW).
Een toekomstige Belgische wetswijziging is te vermelden:
Er is een nieuw burgerlijk wetboek NBW ( op komst  ? ) en daar wordt het Recht van Uitweg behandeld door 3 nieuwe wetsartikelen, zie https://www.elfri.be/artikel/recht-van-uitweg
Art. 3.135.Definitie van Recht van Uitweg 
Art. 3.136.Verkrijging en Vaststelling
Art. 3.137.Verplaatsing en afschaffing
Hier moeten wiki-juristen ter hulp schieten aan deze aanbreng dd 15 augustus 2022 van karrentrekker.  Die is geen jurist en geen ervaren wiki-aanbrenger.

## Einde van het recht
Het recht van uitweg houdt op zodra het perceel niet langer ingesloten is (art. 683, eerste lid BW).
In het Nederlands burgerlijk recht bestaat een vergelijkbare Rechtsfiguur, de noodweg geregeld in boek 5 artikel 57.